# 親松貞義
親松 貞義（おやまつ さだよし、1935年2月8日 - ）は、日本の政治家。元北海道赤平市長（4期）。旭日中綬章受章。

## 来歴
北海道標津郡標津町出身。1953年、北海道滝川西高等学校卒。同年、赤平町役場に入る（翌年赤平市発足）。国民年金係長、市労組委員長、赤平市議、同議長、赤平政治経済研究所を経て、1979年、1983年の赤平市長選挙に立候補したが、いずれも落選した。1987年の市長選挙で現職の佐々木肇を破って初当選した。1991年と1995年は無投票当選。1999年は元市議を破って当選した。2003年に市長を退任した。

## 栄典
2005年春の叙勲で旭日中綬章を受章。